# Triplophysa cuneicephala
Triplophysa cuneicephala är en fiskart som först beskrevs av Shaw och Tchang, 1931.  Triplophysa cuneicephala ingår i släktet Triplophysa och familjen grönlingsfiskar. Inga underarter finns listade i Catalogue of Life.